# Лактіонов Валентин Савелійович
Валентин Савелійович Лактіонов (нар. 21 квітня 1946) — радянський та український тренер.

## Кар'єра тренера
Кар'єру тренера розпочав 1973 року, очоливши аматорський клуб ІнГЗК (Інгулець). У 1988 році приєднався до тренерського «Кривбасу». З початку 1999 року й до липня 1990 року допомагав тренувати франківське «Прикарпаття». У 1991 році очолював чортківський «Кристал». З вересня 1992 року по серпень 1993 року, а також у листопаді 1993 року та в березні 1995 року виконував обов'язки головного тренера «Кривбасу».